# AKSM-843
AKSM-843（ベラルーシ語: АКСМ-843）は、ベラルーシの輸送用機器メーカーであるベルコムンマッシュが展開する連接式路面電車車両である。この項目では、発展形式のAKSM-845（АКСМ-845）についても解説する。

## 概要
都心の路面電車路線における大量輸送に適した3車体連接車。線形条件に応じて、片運転台のAKSM-843と両運転台のAKSM-84300Mの2種類が展開されている。車内の84 %は床上高さ350 mmの低床構造になっており、乗降扉のうち前後車体の連接面寄りの2箇所はこの低床部分に設置されている。座席配置は顧客の要望に応じて1 + 2列、もしくは2 + 2列のクロスシートから選択可能である他、車内には車椅子が設置可能なスペースも存在する。運転席と客席は仕切りによって区切られており、運転席には冷暖房双方に対応した空調装置が、客席には暖房・換気機能を有した空調が完備されている。
主電動機は前後車体に設置されている動力台車に2基搭載され、制御装置はVVVFインバータ制御（IGBT素子）に対応している。また、顧客の要望に基づいた消火設備やGPSの対応機器の設置も可能である。これらを含めた電気機器は双方向ネットワークシステム「CAN」に用いた自動診断や管理が行われる。

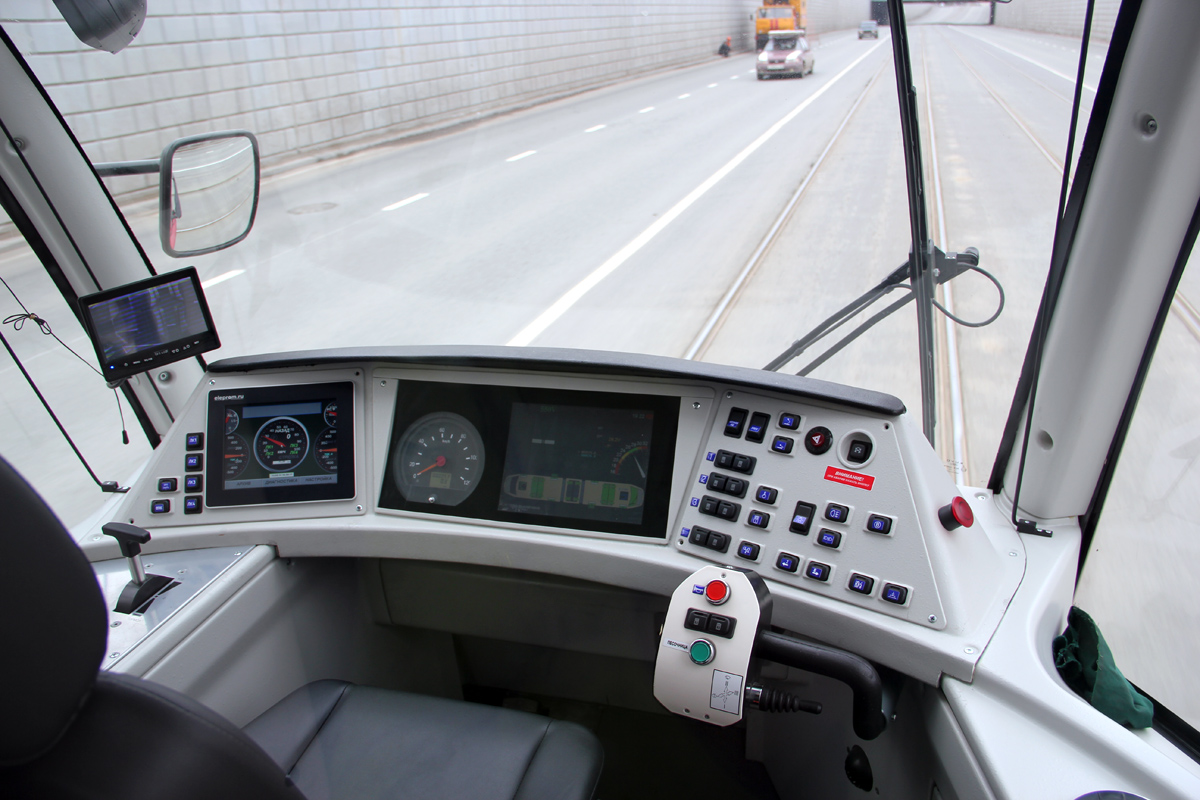
運転台
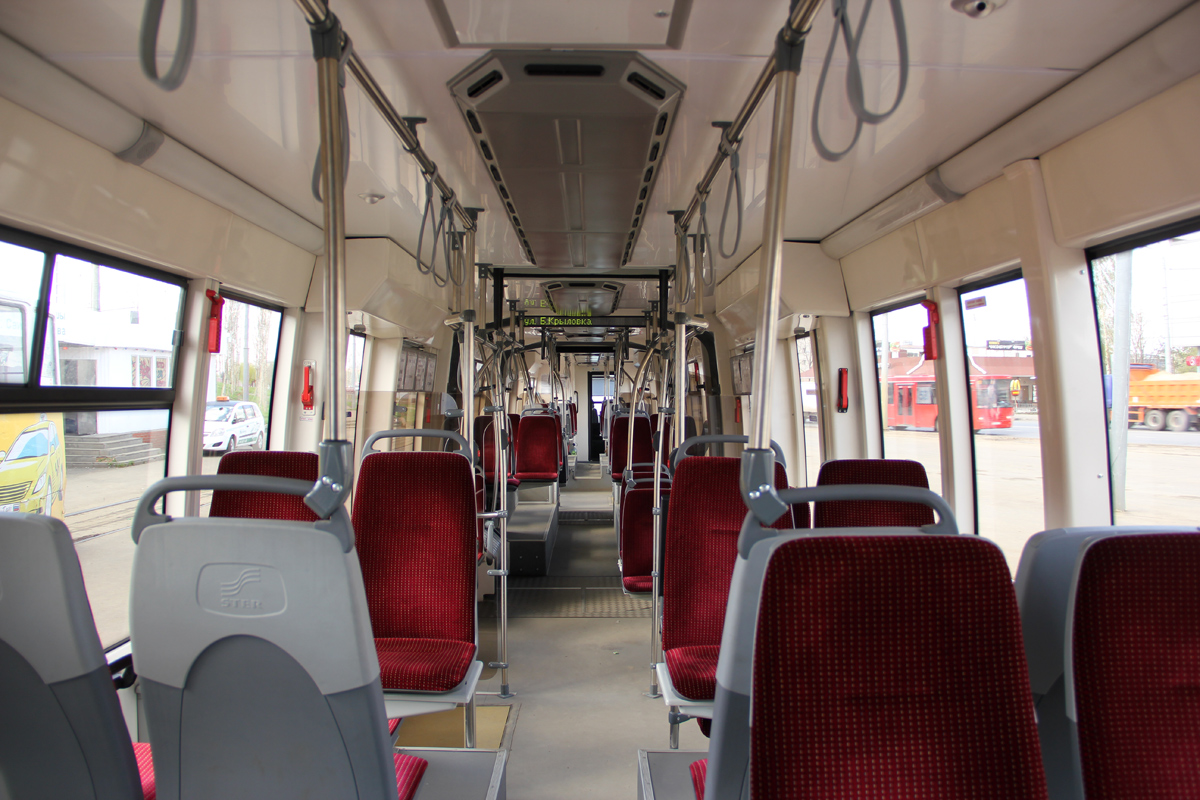
車内

## 導入都市
2020年現在、AKSM-843が導入されている都市は以下の通り。都心の大量輸送に加え、カザン市電では高規格の路線（ライトレール）のカザン・ライトレール（Казанский скоростной трамвай）での運用が行われている。
| 形式   | 国         | 都市                                            | 導入車両数 |
| ------ | ---------- | ----------------------------------------------- | ---------- |
| 843    | ウクライナ | キーウ (キーウ市電)                             | 1両        |
| 84300M | ロシア連邦 | カザン (カザン市電)                             | 20両       |
| 84300M | ロシア連邦 | サンクトペテルブルク (サンクトペテルブルク市電) | 3両        |
| 84300M | ベラルーシ | ミンスク (ミンスク市電)                         | 5両        |

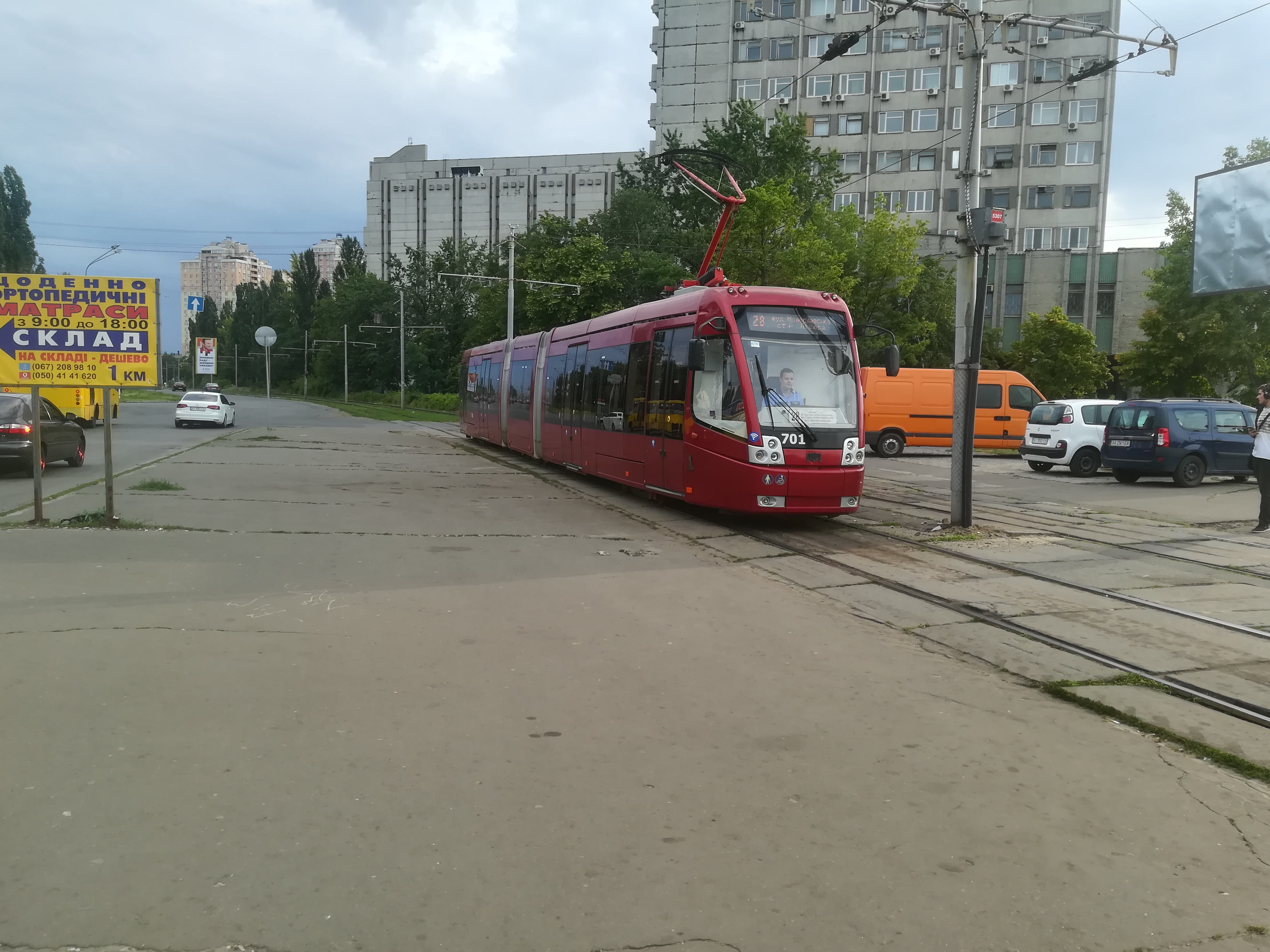
ウクライナ：キーウ （2019年撮影）
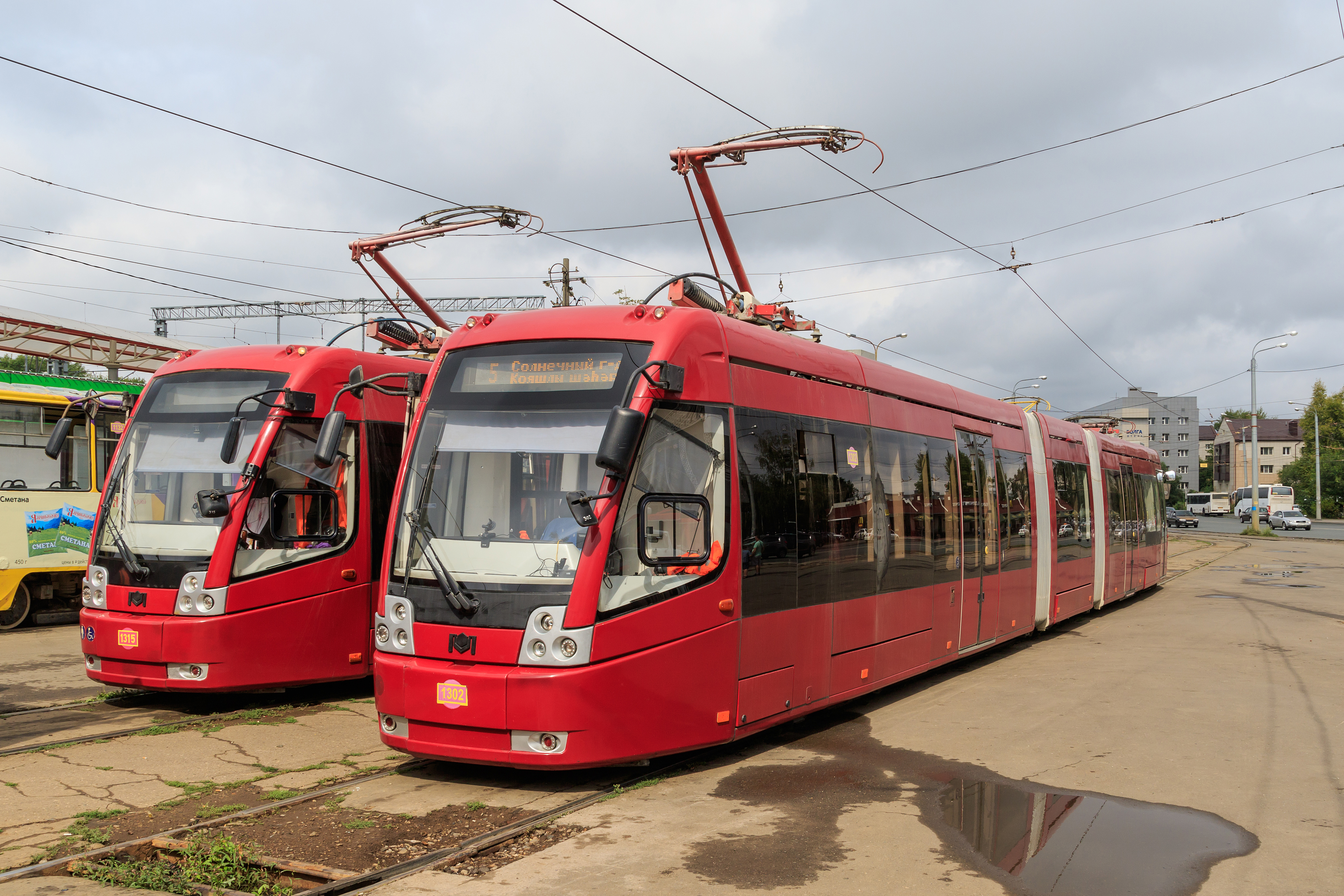
ロシア連邦：カザン （2016年撮影）
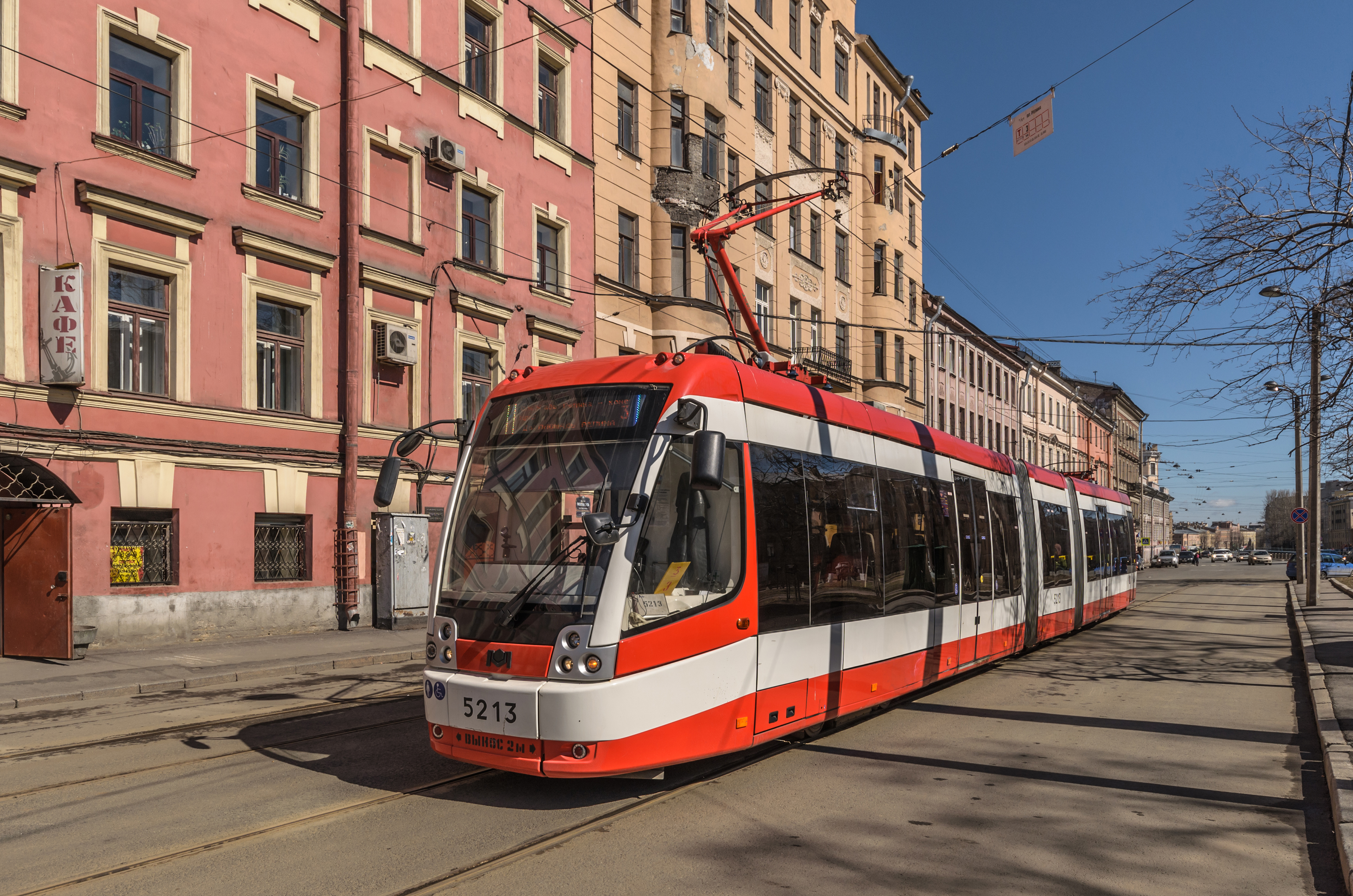
ロシア連邦：サンクトペテルブルク （2013年撮影）
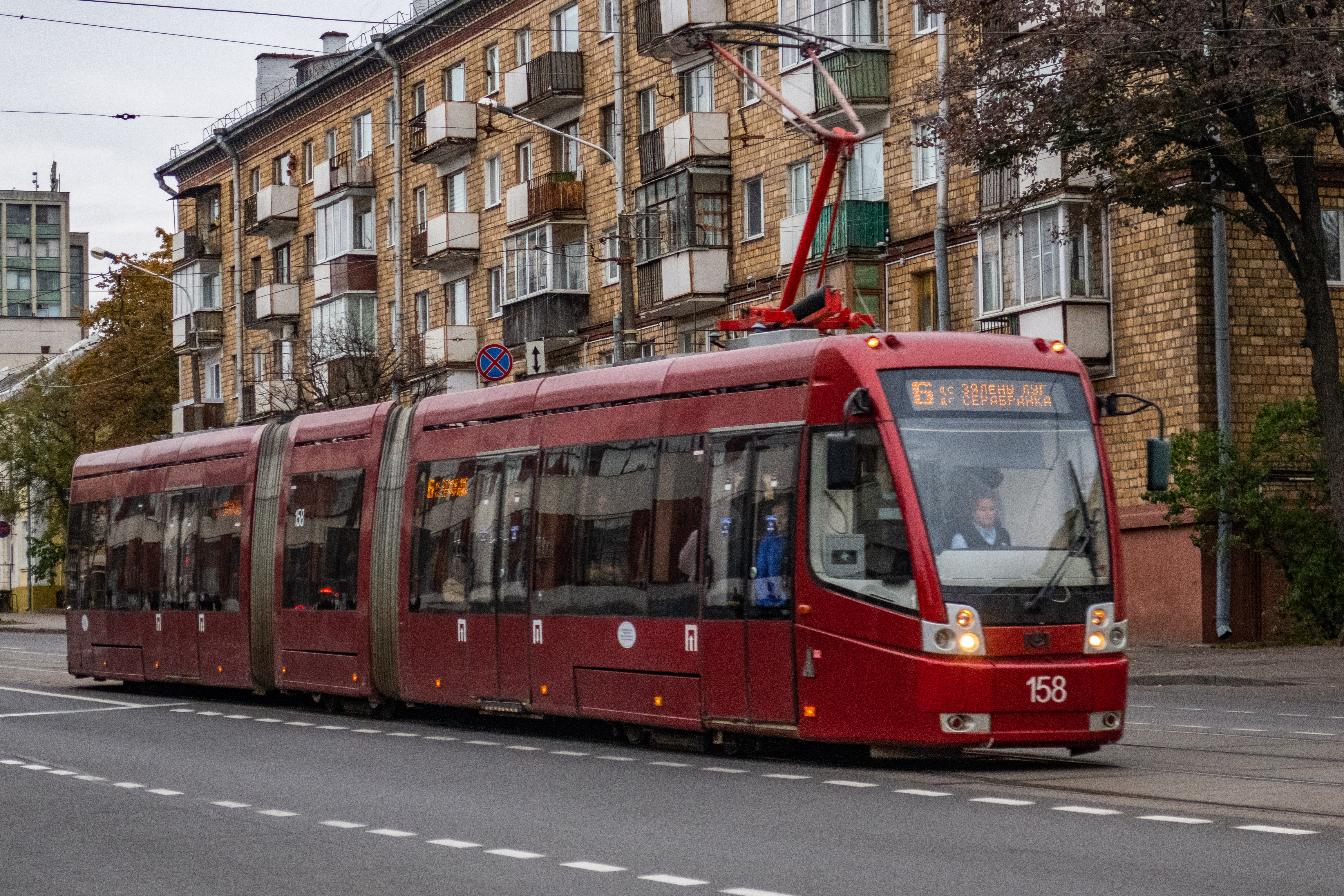
ベラルーシ：ミンスク （2019年撮影）

## 発展形式

### AKSM-845

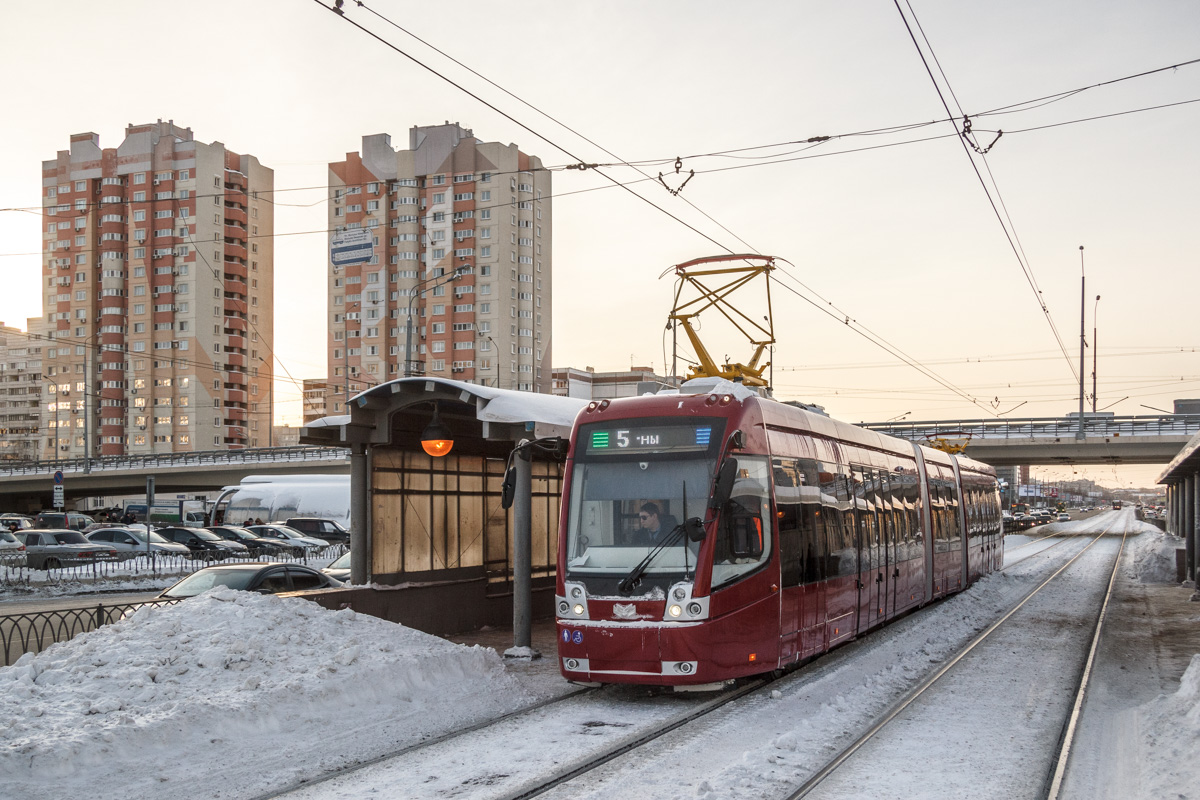
84500K（カザン）

カザン市電を運営するメトロエレクトロトランス（Метроэлектротранс）からの発注に基づいて設計が行われた3車体連接車。AKSM-843（AKSM-84300M）と比べて前後車体の車体長が伸び、低床部分に片開きの乗降扉が増設されている。また中央車体の台車にも主電動機が搭載され、全軸駆動に改められている。
カザン市電に導入されたのは両運転台の84500K（84500К）で、2017年に3両が導入されている。

### AKSM-802

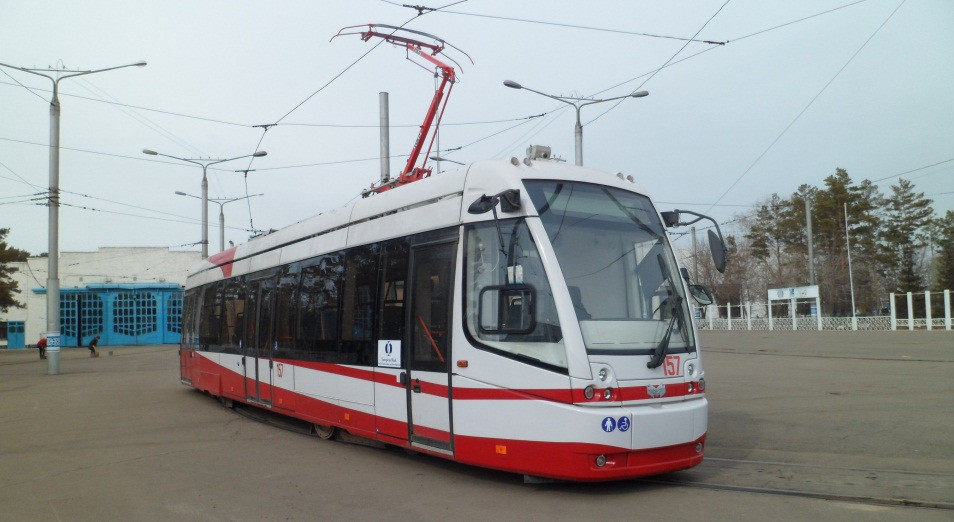
AKSM-802

AKSM-843を基に設計された、中小規模の路面電車向けの形式。1両での運行を前提としたボギー車で、車内の37 %が低床構造となっている。